# Eddie Adams
Pour les articles homonymes, voir Adams.
Eddie Adams, né Edward Adams le 12 juin 1933, à New Kensington, Pennsylvanie et mort le 18 septembre 2004 à New York, est un photojournaliste américain, connu pour ses portraits de personnalités, ses reportages politiques et surtout une de ses photos de guerre.
Au cours de sa carrière, il couvre treize guerres, dont la guerre du Viêt Nam.
Longtemps membre du staff de photographes de l'agence Associated Press, il s'intéressa également à d'autres domaines comme la mode ou le spectacle.

## Biographie
Il est l'auteur de l'un des clichés les plus connus de la guerre du Viêt Nam, qui fit le tour du monde : l'exécution sommaire, le 1er février 1968, dans une rue de Saïgon, d'un prisonnier vietcong, Nguyễn Văn Lém, par le chef de la police du Sud du Viêt Nam, Nguyễn Ngọc Loan. C'est grâce à cette photographie, qu'Eddie Adams obtint le prix Pulitzer en 1969 ainsi que le World Press Photo.

Eddie Adams regretta par la suite le dommage que sa photographie causa à la réputation du général Nguyễn Ngọc Loan, ainsi qu'à sa famille. Lorsque celui-ci mourut, le 14 juillet 1998, à Washington, DC, Adams le dépeignit comme le « héros d'une juste cause » : « Ce type était un héros. L'Amérique devrait le pleurer. Je déteste le voir partir ainsi, sans que personne ne connaisse quoi que ce soit sur lui. ».  »
Eddie Adams est mort le 18 septembre 2004, à l'âge de 71 ans, des suites de la maladie de Charcot.
En 2005, le festival de photojournalisme Visa pour l'image, qui se déroule chaque année à Perpignan a rendu hommage, un an après la disparition du photographe, à l'œuvre d'Adams.

## Distinctions
Outre le prix Pulitzer, Adams a reçu plus de 500 récompenses, parmi lesquelles le prix George Polk pour une photo reportage d'actualité en 1968, 1977 et 1978, ainsi qu'un grand nombre de distinctions notamment le prix « photo de l'année » de la World Press Photo, le prix de la NPPA (National Press Photographers Association), le prix Sigma Delta Chi et celui de l’Overseas Press Club (Club de la presse d'outre-mer).